# Wim Verstraeten
Wim Verstraeten (Sint-Niklaas, 26 augustus 1957 – Stekene, 5 september 2021) was een Belgische  ballonvaarder uit Sint-Niklaas.

## Carrière
Verstraeten was in 1982 begonnen als ballonpiloot met Yves d'Oultremont als instructeur van de Belgian Balloon Club. In 1987 heeft hij ontslag genomen als manager bij Canon om van zijn hobby zijn beroep te maken. Hij heeft een eigen ballonbedrijf opgericht dat vaarten organiseert en ballonnen verkoopt.
Verstraeten is bekend geraakt door zijn pogingen om te trachten als eerste non-stop rond de wereld te varen met de Rozière ballons Breitling Orbiter 1 (1997) en Breitling Orbiter 2 (1998) samen met zijn co-piloot de Zwitser Bertrand Piccard. Hiervoor had hij al enkele andere ballonvaartrecords op zijn palmares. In 1985 was hij de eerste Belg die met een ballon Het Kanaal had overgestoken. In 1990 was hij de eerste die met een ballon over de Kilimanjaro was gevlogen en in 1992 is hij erin geslaagd om als enige de Atlantische Oceaan over te vliegen in een wedstrijd met vijf ballons. Met een specialevormballon heeft hij wereldrecords geboekt. 
Hij is overleden op 5 september 2021 aan de gevolgen van een neurologische aandoening.  